# Mukim di Saba
Saba è un mukim del Brunei situato nel Distretto di Brunei-Muara con 1.140 abitanti al censimento del 2011.

## Geografia antropica

### Suddivisioni amministrative
Il mukim è suddiviso in 5 villaggi (kapong in malese):
Saba Laut, Saba Darat 'A', Saba Darat 'B', Saba Ujong, Saba Tengah.